# 睡著也好醒來也罷
是一部2018年濱口龍介執導的日本劇情片。入圍第71屆坎城影展正式競賽單元。改编自柴崎友香的長編恋愛小説。

## 情節
兩年前，朝子(唐田英里佳飾)與神秘的麥(東出昌大飾)一見鍾情，兩人火速熱戀，但麥突然人間蒸發，初戀無疾而終。朝子帶着失落的心情遷入東京，在一次奇緣之下，與一個和麥長得一模一樣的男孩亮平邂逅，兩人正式交往之際，麥竟再次在朝子的生命中出現……

## 演員
- 丸子亮平 / 鳥居麥 - 東出昌大
- 泉谷朝子 - 唐田英里佳
- 串橋耕介 - 瀨戶康史
- 鈴木Maya - 山下莉緒
- 岡崎榮子 - 田中美佐子

## 發行

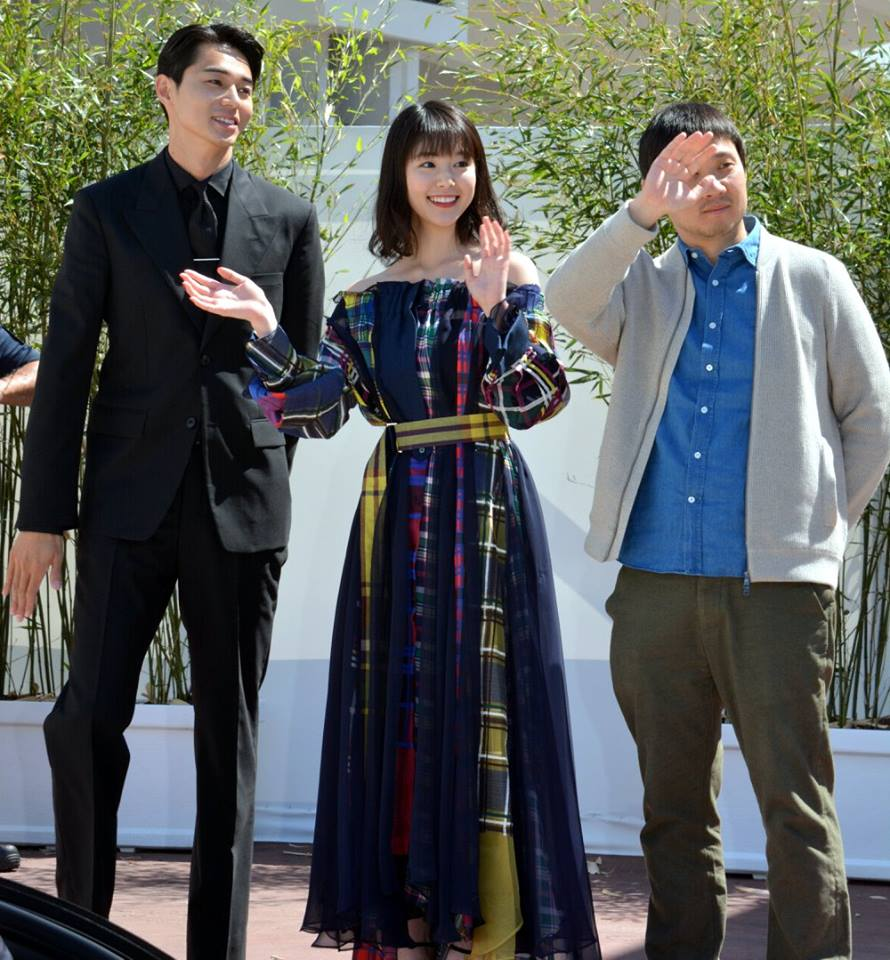
東出昌大、唐田英里佳和濱口龍介在第71屆坎城影展

2018年該片選在坎城影展的主競賽單元中，作為世界首映。並於同年9月1日在日本上映。

## 相关事件
2020年1月，日本媒体曝出东出昌大和唐田英里佳在2017年合作演出电影《夜以继日》时发生婚外情，当时唐田年龄19岁，尚未成年（日本20岁成年）。

## 外部連結
- 豆瓣电影上《睡著也好醒來也罷》的資料 （简体中文）
- 開眼電影網上《睡著也好醒來也罷》的資料（繁體中文）
- 互联网电影数据库（IMDb）上《睡著也好醒來也罷》的资料（英文）